# Giải thưởng Điện ảnh Hồng Kông lần thứ 20
Giải thưởng Điện ảnh Hồng Kông lần thứ hai mươi được tổ chức ngày 29 tháng 4 năm 2001 tại Trung tâm văn hóa Hồng Kông, Hồng Kông. Dẫn chương trình là các nghệ sĩ Tăng Chí Vĩ, Lương Vịnh Kỳ và Trịnh Du Linh. Bộ phim thành công nhất trong lễ trao giải là Ngọa hổ tàng long với 8 giải. Ngoài các hạng mục thông thường, Giải thưởng Điện ảnh Hồng Kông còn trao giải thành tựu trọn đời cho nữ diễn viên kỳ cựu Bạch Tuyết Tiên và giải cống hiến cho đạo diễn, chỉ đạo võ thuật nổi tiếng Viên Hòa Bình.

## Danh sách các đề cử và giải thưởng
| Phim hay nhất                               | Phim hay nhất                  | Phim hay nhất |
| Phim                                        | Tên tiếng Anh                  |               |
| ------------------------------------------- | ------------------------------ | ------------- |
| Ngọa hổ tàng long (臥虎藏龍)                | Crouching Tiger, Hidden Dragon |               |
| Lựu linh phiêu phiêu (榴槤飄飄)             | Durian Durian                  |               |
| Giang hồ cáo cấp (江湖告急)                 | Jiang Hu - The Triad Zone      |               |
| Tâm trạng khi yêu (花樣年華)                | In The Mood For Love           |               |
| Cô nam quả nữ (孤男寡女)                    | Needing You                    |               |
| Đạo diễn xuất sắc nhất                      |                                |               |
| Đạo diễn                                    | Phim                           |               |
| Lý An                                       | Ngọa hổ tàng long              |               |
| Trần Quả                                    | Lựu linh phiêu phiêu           |               |
| Đỗ Kỳ Phong Vi Gia Huy                      | Cô nam quả nữ                  |               |
| Vương Gia Vệ                                | Tâm trạng khi yêu              |               |
| Diệp Vỹ Tín                                 | Chu Lệ Diệp Dữ Lương Sơn Bá    |               |
| Kịch bản hay nhất                           |                                |               |
| Biên kịch                                   | Phim                           |               |
| Trần Quả                                    | Lựu linh phiêu phiêu           |               |
| Trần Khánh Gia Tiễn Tiểu Huệ                | Giang hồ cáo cấp               |               |
| Vương Gia Vệ                                | Tâm trạng khi yêu              |               |
| Vương Huệ Linh James Schamus Thái Quốc Vinh | Ngọa hổ tàng long              |               |
| Vi Gia Huy Du Nãi Hải                       | Cô nam quả nữ                  |               |
| Nam diễn viên chính xuất sắc nhất           |                                |               |
| Diễn viên                                   | Phim                           |               |
| Lương Triều Vỹ                              | Tâm trạng khi yêu              |               |
| Ngô Trấn Vũ                                 | Chu Lệ Diệp Dữ Lương Sơn Bá    |               |
| Lương Gia Huy                               | Giang hồ cáo cấp               |               |
| Châu Nhuận Phát                             | Ngọa hổ tàng long              |               |
| Lưu Đức Hoa                                 | A Hổ                           |               |
| Nữ diễn viên chính xuất sắc nhất            |                                |               |
| Diễn viên                                   | Phim                           |               |
| Trương Mạn Ngọc                             | Tâm trạng khi yêu              |               |
| Chương Tử Di                                | Ngọa hổ tàng long              |               |
| Dương Tử Quỳnh                              | Ngọa hổ tàng long              |               |
| Trịnh Tú Văn                                | Cô nam quả nữ                  |               |
| Tần Hải Lộ                                  | Lựu linh phiêu phiêu           |               |
| Nam diễn viên phụ xuất sắc nhất             |                                |               |
| Diễn viên                                   | Phim                           |               |
| Ngô Trấn Vũ                                 | AD2000                         |               |
| Trương Chấn                                 | Ngọa hổ tàng long              |               |
| Trần Dịch Tấn                               | Huân y thảo                    |               |
| Trương Diệu Dương                           | Giang hồ cáo cấp               |               |
| Nhậm Đạt Hoa                                | Chu Lệ Diệp Dữ Lương Sơn Bá    |               |
| Nữ diễn viên phụ xuất sắc nhất              |                                |               |
| Diễn viên                                   | Phim                           |               |
| Trịnh Phối Phối                             | Ngọa hổ tàng long              |               |
| Mao Thuấn Quân                              | Tiểu thân thân                 |               |
| Lư Xảo Âm                                   | Thuận lưu nghịch lưu           |               |
| Lương Vịnh Kỳ                               | Ái dữ thành                    |               |
| Phan Địch Hoa                               | Tâm trạng khi yêu              |               |
| Diễn viên mới xuất sắc nhất                 |                                |               |
| Diễn viên                                   | Phim                           |               |
| Tần Hải Lộ                                  | Lựu linh phiêu phiêu           |               |
| Lư Xảo Âm                                   | Thuận lưu nghịch lưu           |               |
| Lư Xảo Âm                                   | Thập nhị dạ                    |               |
| Vương Lực Hoành                             | Lôi đình chiến cảnh            |               |
| Trần Quán Hy                                | Đặc cảnh tân nhân loại 2       |               |
| Tiêu Bỉnh Âm                                | Tâm trạng khi yêu              |               |
| Chỉ đạo hành động xuất sắc nhất             |                                |               |
| Chỉ đạo                                     | Phim                           |               |
| Viên Hòa Bình                               | Ngọa hổ tàng long              |               |
| Lý Trung Chí                                | Đặc cảnh tân nhân loại 2       |               |
| Hùng Hân Hân                                | Thuận lưu nghịch lưu           |               |
| Tiết Xuân Vĩ                                | Điệp vụ Đông Kinh              |               |
| Đường Quý Lễ Tiết Xuân Vĩ                   | Lôi đình chiến cảnh            |               |
| Giải đặc biệt                               |                                |               |
| Nội dung                                    | Người nhận giải                |               |
| Giải Thành tựu trọn đời                     | Bạch Tuyết Tiên                |               |
| Giải Cống hiến                              | Viên Hòa Bình                  |               |